# Dominikanska republiken i panamerikanska spelen
Dominikanska republiken i panamerikanska spelen styrs av Dominikanska republikens Olympiska Kommitté i de panamerikanska spelen. Nationen deltog första gången i de panamerikanska spelen 1951 i Buenos Aires.
De dominikanska idrottarna har vunnit 180 medaljer, varav 26 guldmedaljer.